# Pier Paolo Rossi
Pier Paolo Rossi (Roma, 8 giugno 1962) è un ex arbitro di calcio italiano.

## Carriera
Nato a Roma nel 1962, faceva parte della sezione AIA di Ciampino, in provincia di Roma.
Nel 1995, a 33 anni, arriva ad arbitrare in Serie B, esordendo il 3 settembre in Foggia-Venezia del 2º turno di campionato, vinta per 1-0 dai pugliesi.
La stagione successiva debutta in Serie A, in Piacenza-Verona del 27 ottobre 1996, settima di campionato, conclusa 2-0 per gli emiliani.
Rimane per 6 stagioni in Serie A, 7 in Serie B, arbitrando per l'ultima volta in massima serie il 6 gennaio 2002, quando dirige Verona-Piacenza 1-0 (stesse due squadre del suo esordio), 17º turno di campionato.
L'ultima gara arbitrata in carriera è invece Como-Cittadella del 26 maggio 2002, penultima giornata di Serie B, vinta per 4-3 dai lariani.
Termina con 27 gare dirette in Serie A e 92 in Serie B.